# Alternanthera floridana
Alternanthera floridana är en amarantväxtart som först beskrevs av Alvin Wentworth Chapman, och fick sitt nu gällande namn av John Kunkel Small. Alternanthera floridana ingår i släktet alternanter, och familjen amarantväxter. Inga underarter finns listade i Catalogue of Life.